# Julius Rietz
August Wilhelm Julius Rietz (ur. 28 grudnia 1812 w Berlinie, zm. 12 sierpnia 1877 w Dreźnie) – niemiecki kompozytor, dyrygent, wiolonczelista i wydawca.

## Życiorys
Brat Eduarda Rietza. Uczył się gry na wiolonczeli u Franza Schmidta, Bernharda Romberga i Moritza Ganza, a także kompozycji u Carla Friedricha Zeltera. Od 1829 roku był członkiem orkiestry Königsstädtisches Theater w Berlinie, dla którego napisał muzykę do dwóch komedii. W 1834 roku został drugim dyrygentem teatru w Düsseldorfie, a rok później pierwszym dyrygentem i generalnym dyrektorem muzycznym miasta. W latach 1847–1855 był kapelmistrzem teatru w Lipsku, dyrektorem lipskiej Singakademie i dyrygentem orkiestry Gewandhaus. W 1859 roku otrzymał doktorat honoris causa uniwersytetu w Lipsku. W 1860 roku przeniósł się do Drezna, gdzie został nadwornym kapelmistrzem, a w 1870 roku także dyrektorem konserwatorium. W 1877 roku z powodu problemów finansowych i zdrowotnych wycofał się z działalności publicznej.
Ceniony jako dyrygent i wiolonczelista, występował m.in. z Ferdinandem Hillerem i Ferdinandem Davidem. Przygotował zbiorowe wydanie dzieł Mendelssohna (1874–1877), ponadto wydał utwory m.in. W.A. Mozarta i Beethovena, a także Wielką mszę h-moll i Pasję według św. Mateusza J.S. Bacha. Jako kompozytor naśladował styl Mendelssohna. Skomponował m.in. 9 symfonii, koncert wiolonczelowy, muzykę do sztuk teatralnych, pieśni.